# Prawo Darcy’ego dla przepływów wielofazowych
Prawo Darcy’ego dla przepływów wielofazowych (rzadziej formuła Darcy’ego dla przepływów wielofazowych) (ang. Darcy’s law for multiphase flows, Darcy’s formula for multiphase flows) – uogólnienie prawa Darcy’ego dla ruchu płynów w ośrodkach porowatych na przepływy wielofazowe. Prawo Darcy’ego dla przepływów wielofazowych stanowi fundamentalny wzór o charakterze fenomenologicznym, opisujący zależność między prędkością filtracji {\displaystyle n}-tej fazy przepływającej w ośrodku porowatym {\displaystyle \mathbf {u} _{n}} a występującym w obrębie tej fazy gradientem ciśnienia {\displaystyle \mathrm {grad} \,P_{n}.}
Idea znana obecnie jako prawo Darcy’ego dla przepływów wielofazowych sformułowana została na początku lat trzydziestych XX w. w USA w wyniku badań doświadczalnych, lecz stała się szerzej znana dopiero dziesięć lat później. Prawo Darcy’ego dla przepływów wielofazowych stosowane jest powszechnie w hydrodynamice podziemnej i inżynierii złożowej dopiero od końca lat 50 XX w.

## Podstawowa idea
Zgodnie z „klasycznym” prawem Darcy’ego prędkość filtracji płynu przepływającego w ośrodku porowatym {\displaystyle u} jest wprost proporcjonalna do spadku ciśnienia przypadającego na jednostkę miąższości ośrodka {\displaystyle \Delta P/l} i odwrotnie proporcjonalna do lepkości przepływającego płynu {\displaystyle \mu ,} a współczynnik proporcjonalności, zwany przepuszczalnością {\displaystyle K} jest parametrem stałym, charakterystycznym dla danego ośrodka porowatego:
{\displaystyle u=-{\frac {K}{\mu }}\,{\frac {\Delta P}{l}}.}
Znak ujemny w powyższym równaniu pochodzi stąd, że przepływ płynu odbywa się zgodnie ze spadkiem, a nie ze wzrostem ciśnienia.
W przypadku, gdy przestrzeń porowa wypełniona jest dwoma lub więcej fazami (np. wodą i ropą naftową, wodą i gazem etc.), wówczas każda z faz posiadać może własną prędkość filtracji {\displaystyle u_{n}} oraz własne ciśnienie {\displaystyle P_{n}.} Prawo Darcy’ego przedstawione powyżej można wówczas uogólnić, wpisując je dla każdej z faz z osobna, tj.:
{\displaystyle u_{n}=-{\frac {K_{n}}{\mu _{n}}}\,{\frac {\Delta P_{n}}{l}},}
gdzie {\displaystyle \mu _{n}} jest lepkością {\displaystyle n}-tej fazy. Tak sformułowane uogólnienie wprowadza pojęcie przepuszczalności fazowej {\displaystyle K_{n}} odnoszącej się do {\displaystyle n}-tej fazy. Przepuszczalność fazowa ma oczywiście ten sam wymiar, co „zwykła” przepuszczalność, tj. jej jednostką jest 1 m² w układzie SI lub 1 darcy w układzie praktycznym.
W przeciwieństwie do przepuszczalności jednofazowej {\displaystyle K} stanowiącej ściśle określony parametr materiałowy ośrodka porowatego przepuszczalność fazowa {\displaystyle K_{n}} zależy zarówno od własności ośrodka porowatego, jak i od składu fazowego płynów wypełniających przestrzeń porową.
W związku z tym zaproponowano, aby przepuszczalność fazową {\displaystyle K_{n}} przedstawić w postaci
iloczynu dwóch parametrów:
{\displaystyle K_{n}=Kk_{n}.}
Jeden z nich, zwany niekiedy przepuszczalnością absolutną (ang. absolute permeability) {\displaystyle K} zależny jest jedynie od rodzaju ośrodka porowatego i stanowi jego parametr materiałowy. Drugi parametr zwany niekiedy przepuszczalnością fazową względną (ang. relative permeability) {\displaystyle k_{n}} zależny jest jedynie od nasyceń przestrzeni porowej poszczególnymi fazami.
Hipoteza powyższa jest dość powszechnie przyjmowana w hydrodynamice podziemnej, inżynierii złożowej i przemyśle naftowym, stanowi jednak niekiedy przedmiot kontrowersji.
Przyjmuje się, że wymiar przepuszczalności absolutnej jest taki sam, jak „zwykłej” przepuszczalności, tj. jej jednostką jest 1 m² w układzie SI lub 1 darcy w układzie praktycznym, natomiast przepuszczalność fazowa względna jest parametrem bezwymiarowym i jej wartość waha się w przedziale od zera do jeden.
Podstawiając reprezentację przepuszczalności fazowej do formuły Darcy’ego, otrzymuje się:
{\displaystyle u_{n}=-K{\frac {k_{n}}{\mu _{n}}}\,{\frac {\Delta P_{n}}{l}}.}
Formuła powyższa stanowi najprostszą, skalarną wersję prawa Darcy’ego dla przepływów wielofazowych.
Zauważmy, że prędkość filtracji danej fazy nie zależy od wartości jej ciśnienia, lecz od jego spadku, a ponadto przepuszczalność absolutna nie zależy od porowatości ośrodka porowatego.

## Sformułowanie skalarne dla ośrodków niejednorodnych
Sformułowanie to odnosi się do jednowymiarowych przepływów w ośrodkach porowatych, w których występuje zależność przepuszczalności absolutnej {\displaystyle K} od położenia {\displaystyle x.} Postać prawa Darcy’ego dla przepływów wielofazowych jest wówczas następująca:
Prędkość filtracji {\displaystyle n}-tej fazy przepływającej w ośrodku porowatym {\displaystyle u_{n}} jest wprost proporcjonalna do wziętej ze znakiem ujemnym pochodnej ciśnienia {\displaystyle n}-tej fazy {\displaystyle dP_{n}/dx} i do przepuszczalności fazowej względnej {\displaystyle k_{n},} a odwrotnie proporcjonalna do lepkości tej fazy {\displaystyle \mu _{n},} przy czym zależny od położenia {\displaystyle x} współczynnik proporcjonalności, zwany przepuszczalnością absolutną {\displaystyle K(x)} jest parametrem stałym, charakterystycznym dla danego ośrodka porowatego w danym punkcie przestrzeni {\displaystyle x{:}}
{\displaystyle u=-K(x){\frac {k_{n}}{\mu _{n}}}\,{\frac {dP_{n}}{dx}}}
Znak ujemny w powyższym równaniu pochodzi stąd, że przepływ płynu odbywa się zgodnie ze spadkiem, a nie ze wzrostem ciśnienia (ujemna pochodna {\displaystyle dP_{n}/dx}).

## Sformułowanie wektorowe
Sformułowanie wektorowe odnosi się do jedno-, dwu- i trójwymiarowych przepływów wielofazowych w ośrodkach porowatych. Jego postać, stanowiąca uogólnienie postaci skalarnej, jest następująca:
Wektor prędkości filtracji {\displaystyle n}-tej fazy przepływającej w ośrodku porowatym {\displaystyle \mathbf {u} _{n}} jest wprost proporcjonalny do wziętego ze znakiem ujemnym gradientem ciśnienia dla tej fazy {\displaystyle \mathrm {grad} \,P_{n}} i do przepuszczalności fazowej względnej {\displaystyle k_{n},} a odwrotnie proporcjonalny do lepkości tej fazy {\displaystyle \mu _{n},} przy czym współczynnik proporcjonalności, zwany przepuszczalnością absolutną {\displaystyle K} jest parametrem stałym, charakterystycznym dla danego ośrodka porowatego:
{\displaystyle \mathbf {u} _{n}=-K{\frac {k_{n}}{\mu _{n}}}\,\mathrm {grad} \,P_{n}.}
Znak ujemny w powyższym równaniu pochodzi stąd, że wektor prędkości filtracji płynu skierowany jest przeciwnie do wektora gradientu ciśnienia.
Równanie powyższe wyraża w istocie układ trzech równań skalarnych dla składowych {\displaystyle u_{n}^{<x>},\,u_{n}^{<y>},\,u_{n}^{<z>}} wektora prędkości filtracji {\displaystyle n}-tej fazy {\displaystyle \mathbf {u} _{n}{:}}
{\displaystyle u_{n}^{<x>}=-K{\frac {k_{n}}{\mu _{n}}}\,{\frac {\partial P_{n}}{\partial x}},}
{\displaystyle u_{n}^{<y>}=-K{\frac {k_{n}}{\mu _{n}}}\,{\frac {\partial P_{n}}{\partial y}},}
{\displaystyle u_{n}^{<z>}=-K{\frac {k_{n}}{\mu _{n}}}\,{\frac {\partial P_{n}}{\partial z}}.}

## Sformułowanie wektorowe dla przepływów pionowych i ukośnych
Sformułowanie to odnosi się do przepływów pionowych i ukośnych. Jego postać jest następująca:
Wektor prędkości filtracji {\displaystyle n}-tej fazy przepływającej w ośrodku porowatym {\displaystyle \mathbf {u} _{n}} jest wprost proporcjonalny do wziętego ze znakiem ujemnym gradientu ciśnienia dla taj fazy pomniejszonego o ciśnienie hydrostatyczne fazy i do przepuszczalności fazowej względnej {\displaystyle k_{n},} a odwrotnie proporcjonalny do lepkości przepływającej fazy {\displaystyle \mu _{n},} przy czym współczynnik proporcjonalności, zwany przepuszczalnością absolutną {\displaystyle K} jest parametrem stałym, charakterystycznym dla danego ośrodka porowatego:
{\displaystyle \mathbf {u} _{n}=-K{\frac {k_{n}}{\mu _{n}}}\,\mathrm {grad} \,(P_{n}-\varrho _{n}gz),}
gdzie {\displaystyle \varrho } jest gęstością {\displaystyle n}-tej fazy, {\displaystyle g} jest przyśpieszeniem ziemskim, a {\displaystyle z} jest wysokością.

## Sformułowanie wektorowe dla ośrodków niejednorodnych
Sformułowanie to odnosi się do wielowymiarowych przepływów w ośrodkach porowatych, w których występuje zależność przepuszczalności {\displaystyle K} od położenia {\displaystyle \mathbf {x} .} Postać prawa Darcy’ego dla przepływów wielofazowych jest wówczas następująca:
Pole wektorowe prędkości filtracji {\displaystyle n}-tej fazy przepływającej w ośrodku porowatym {\displaystyle \mathbf {u} _{n}({\mathbf {x} })} jest wprost proporcjonalne do wziętego ze znakiem ujemnym gradientu ciśnienia tej fazy {\displaystyle \mathrm {grad} \,P_{n}} i do przepuszczalności fazowej względnej {\displaystyle k_{n},} a odwrotnie proporcjonalne do lepkości przepływającej fazy {\displaystyle \mu _{n},} przy czym zależny od położenia {\displaystyle \mathbf {x} } współczynnik proporcjonalności, zwany przepuszczalnością absolutną {\displaystyle K(\mathbf {x} )} jest parametrem stałym, charakterystycznym dla danego ośrodka porowatego w danym punkcie przestrzeni {\displaystyle \mathbf {x} {:}}
{\displaystyle \mathbf {u} _{n}({\mathbf {x} })=-K({\mathbf {x} }){\frac {k_{n}}{\mu _{n}}}\,\mathrm {grad} \,P_{n}(\mathbf {x} ).}

## Sformułowanie wektorowe dla niejednorodnych ośrodków anizotropowych
Sformułowanie to odnosi się do wielowymiarowych przepływów w anizotropowych ośrodkach porowatych, w których występuje zależność przepuszczlności absolutnej {\displaystyle K} od położenia {\displaystyle \mathbf {x} } i orientacji przestrzennej. Postać prawa Darcy’ego dla przepływów wielofazowych jest wówczas następująca:
Pole wektorowe prędkości filtracji {\displaystyle n}-tej fazy płynu przepływającego w ośrodku porowatym {\displaystyle \mathbf {u} _{n}({\mathbf {x} })} jest wprost proporcjonalne do wziętego ze znakiem ujemnym gradientu ciśnienia tej fazy {\displaystyle \mathrm {grad} \,P_{n}} i do przepuszczalności fazowej względnej {\displaystyle k_{n},} a odwrotnie proporcjonalne do lepkości przepływającej fazy {\displaystyle \mu _{n},} przy czym zależny od położenia {\displaystyle \mathbf {x} } tensorowy współczynnik proporcjonalności, zwany tensorem przepuszczalności absolutnej {\displaystyle \mathbf {K} (\mathbf {x} )} posiada składowe o wartościach stałych, charakterystycznych dla danego ośrodka porowatego w danym punkcie przestrzeni {\displaystyle \mathbf {x} {:}}
{\displaystyle \mathbf {u} _{n}({\mathbf {x} })=-\mathbf {K} ({\mathbf {x} }){\frac {k_{n}}{\mu _{n}}}\,\mathrm {grad} \,P_{n}(\mathbf {x} ).}
Ilość niezależnych składowych tensora przepuszczalności zależna jest od rodzaju anizotropii ośrodka porowatego.

## Osobliwości przepływu wielofazowego
Zgodnie z „klasyczną” formuła Darcy’ego przepływ płynu istnieje zawsze, jeśli tylko występuje gradient ciśnienia w ośrodku porowatym. W przypadku przepływów wielofazowych zasada ta nie zawsze jest spełniona. Jeśli nasycenie porów daną fazą jest niewielkie (poniżej około 0.2) wówczas przepuszczalność fazowa względna dla tej fazy jest równa zeru. Przepływ tej fazy wówczas nie wystąpi niezależnie od wartości istniejącego gradientu ciśnienia. Istnienie przepływu danej fazy wymaga więc nie tylko występowania gradientu ciśnienia, ale i odpowiedniej wielkości nasycenia porów tą fazą. Jest to istotna różnica w stosunku do zwykłych, jednofazowych przepływów w ośrodkach porowatych.